# تربوتیل‌آزین
تربوتیل‌آزین (به انگلیسی: Terbuthylazine) با فرمول شیمیایی C۹H۱۶ClN۵ یک ترکیب شیمیایی با شناسه پاب‌کم ۲۲۲۰۶ است؛ که جرم مولی آن ۲۲۹٫۷۱۰ g/mol می‌باشد.